# Metabolit
En metabolit är en nedbrytningsprodukt i kroppen av något ämne. Kroppen försöker oftast göra ämnet som ska nedbrytas vattenlösligt, för att det ska kunna avsöndras med urinen. Det kan bland annat ske genom att estrar och etrar bryts ned, hydroxylgrupper införs eller aminer oxideras. Sedan konjugeras det med någon kroppsegen syra.